# Montenegro Airlines
Montenegro Airlines (IATA: YM, ICAO: MGX) byla národní leteckou společností a vlajkovým dopravcem Černé Hory.
Aerolinie sídlila na mezinárodním letišti Golubovci v Podgorice, druhou základnou měla na mezinárodní letiště v Tivatu. Montenegro Airlines provozovala pravidelné linky do skoro 30 světových destinací a také řadu charterových linek během celého roku.
Společnost měla svůj slogan Montenegro Airlines, křídla Evropy a také věrnostní program pro často létající cestující, nazvaný Vision Team Frequent Flyer Programme.

## Historie
Letecká společnost byla založena 24. října 1994 vládou Černé Hory (v té době v rámci Svazové republiky Jugoslávie). V roce 1996 bylo zakoupeno první letadlo – Fokker F28 – a 7. května v 22:30 proběhl první let mezi Podgoricou a italským Bari. Další Fokker F28 byl zakoupen v červenci 1998.
Během bombardování Svazové republiky Jugoslávie v roce 1999 byla Montenegro Airlines nucena zastavit všechny mezinárodní i domácí lety. Po 78 dnech leteckých náletů zahájila společnost opět všechny lety, novou destinací se stal Frankfurt nad Mohanem, později přibyla města Curych, Lublaň, Skopje, Istanbul a Budapešť.
V dubnu 2000 se stala Montenegro Airlines členem Mezinárodní asociace leteckých dopravců (IATA). V červnu 2000 koupila společnost svůj první letoun Fokker 100, druhý do letové flotily přibyl v květnu 2001, třetí v červnu 2002 a čtvrtý na začátku roku 2003.

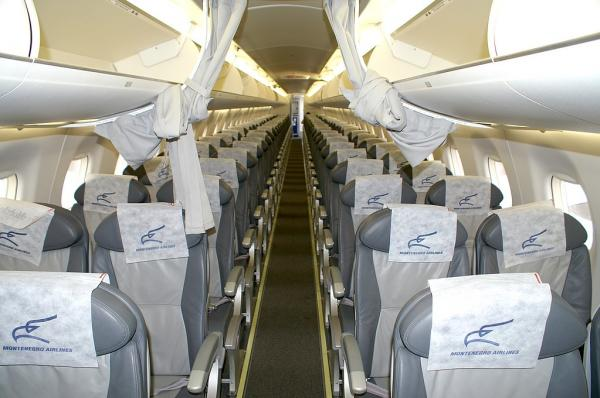
Kabina pro cestující v letounu Embraer E-195 společnosti Montenegro Airlines

2. července 2004 přepravil společnost svého miliontého zákazníka, 14. června byl přepraven dvoumiliontý zákazník.
Dne 23. července 2007 společnost pronajala u GECAS dva letouny Embraer 195 z důvodů zvětšení letové flotily. První ze dvou letounů dorazil na letiště v Podgorice 5. června 2008. S těmito letouny začala Montenegro Airlines provozovat lety do Londýna na letiště Gatwick a do Milána na letiště Malpensa. 16. září společnost oznámila, že jeden z pronajatých embraerů 195 za 31 milionů dolarů odkoupí.
V současnosti (rok 2010) probíhá v Montenegro Airlines proces privatizace. Vláda Černé Hory nabízí 30% akcií. Nejpravděpodobnějším zájemcem je Evropská banka pro obnovu a rozvoj. Vláda Černé Hory se může později rozhodnout a prodat zbytek společnosti.
17. dubna 2009 projevila izraelská letecká společnost El Al zájem o koupi 30 % akcií. Plán se ovšem nezdařil. 28. května 2009 zahájila sesterská společnost El Alu Sun d'Or International Airlines pravidelné lety mezi Tivatem a Ben Gurionovým mezinárodním letištěm v Tel Avivu.
23. května 2009 dorazil na podgorické letiště druhý letoun Embraer 195, 18. června 2010 se flotila společnosti rozšířila o třetí takový letoun.
25. prosince 2020 uvedl ministr kapitálových investic Mladen Bojanić, že flotila letecké společnosti bude uzemněna a provoz ukončen k 26. prosinci. Aerolinka se nacházela ve ztrátě a neměla na zaplacení závazků.

## Flotila
| Typ           | Počet | Objednávky | Cestující | Cestující | Cestující | Linky                            | Poznámky                              | Obrázek |
| Typ           | Počet | Objednávky | B         | E         | Celkem    | Linky                            | Poznámky                              | Obrázek |
| ------------- | ----- | ---------- | --------- | --------- | --------- | -------------------------------- | ------------------------------------- | --- |
| Embraer E-195 | 4     | 1          | 10        | 112       | 122       | Středně dlouhé lety Dálkové lety |                                       | |
| Fokker F100   | 5     | —          | 0         | 110       | 110       | Krátké lety Středně dlouhé lety  | Budou prodány v roce 2014 – 2015      | Fokker F100 (imatrikulace 4O-AOT) Montenegro Airlines přistává na mezinárodním letišti ve Frankfurtu nad Mohanem |
| Fokker F28    | 1     | —          | 10        | 75        | 85        | Krátké lety Středně dlouhé lety  | Používány pro většinu charterový letů | |

## Destinace

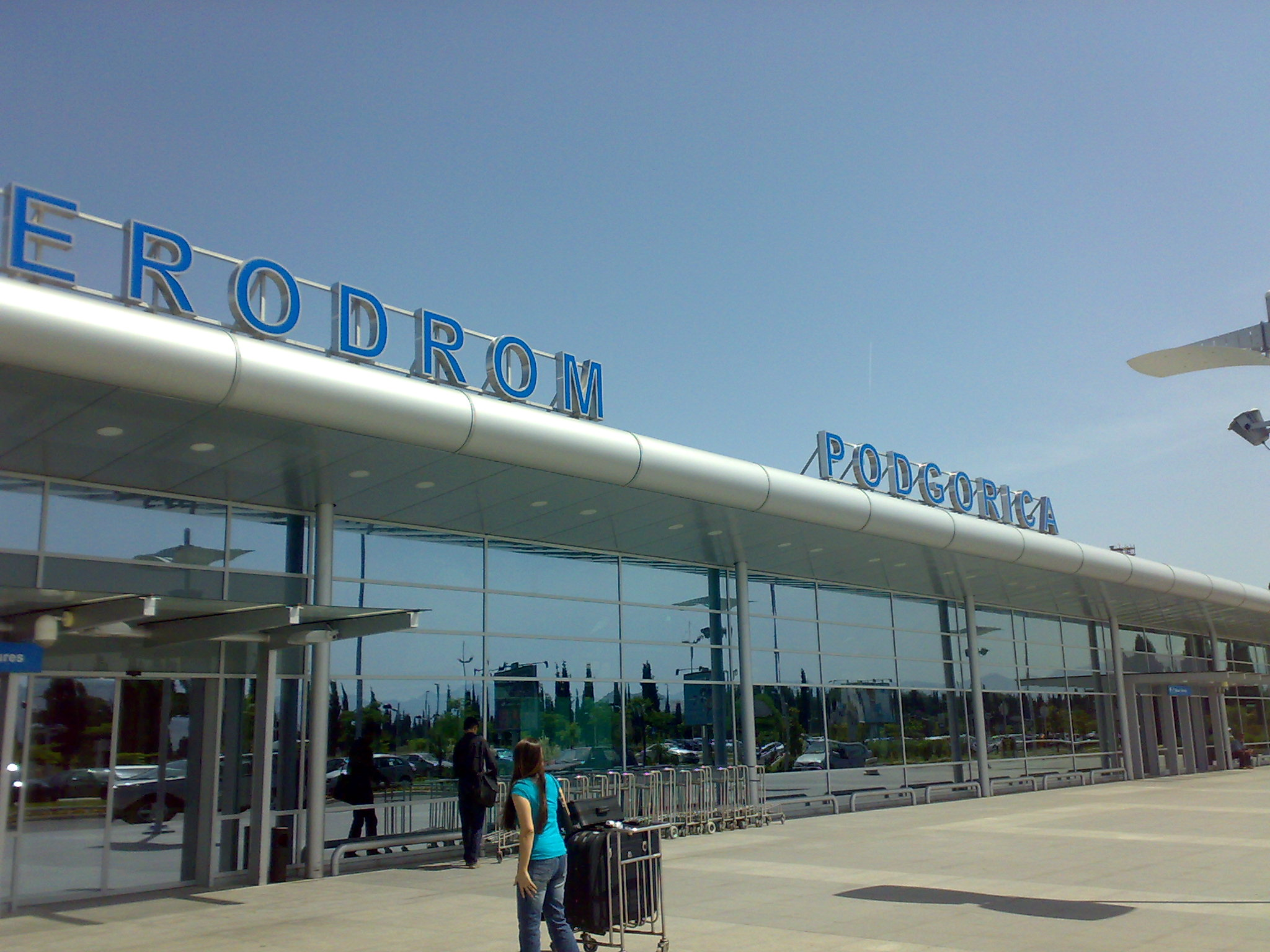
Mezinárodní letiště Podgorica-Golubovci

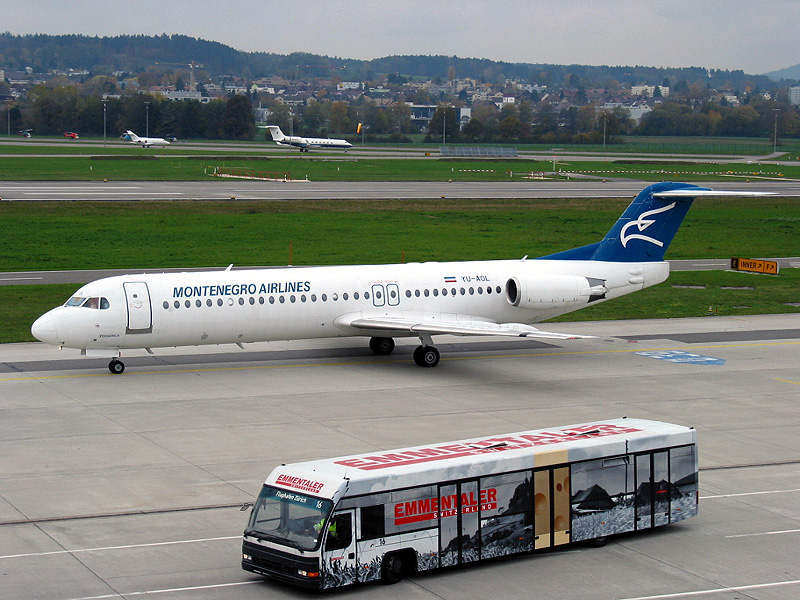
Fokker 100 v Curychu

Montenegro Airlines v současnosti létají do více než 40 světových destinací (2 domácí) a jsou nejoblíbenějším a nejpoužívanějším přepravcem v černohorské letecké dopravě.

### Pravidelné

#### Domácí
- Černá Hora
- Podgorica – mezinárodní letiště Golubovci
- Tivat – mezinárodní letiště Tivat

#### Mezinárodní
Afrika
- Libye
  - Tripolis – mezinárodní letiště Tripolis

Asie
- Gruzie
  - Tbilisi – mezinárodní letiště Tbilisi

- Turecko
  - Antalya – mezinárodní letiště Antalya (sezónní)
  - Istanbul – Atatürkovo mezinárodní letiště

Evropa
- Belgie
  - Brusel – mezinárodní letiště Zaventem

- Dánsko
  - Kodaň – mezinárodní letiště Kastrup

- Francie
  - Paříž – mezinárodní letiště Charlese de Gaulla

- Itálie
  - Bari – mezinárodní letiště Karla Wojtyly (sezónní)
  - Brindisi – mezinárodní letiště Salento (sezónní)
  - Cagliari – mezinárodní letiště Elmas (Sezónní)
  - Neapol – mezinárodní letiště Capodichino
  - Řím – mezinárodní letiště Leonarda da Vinciho

- Lotyšsko
  - Riga – mezinárodní letiště Riga

- Německo
  - Frankfurt – mezinárodní letiště Frankfurt nad Mohanem

- Portugalsko
  - Lisabon – mezinárodní letiště Portela (sezónní)

- Rakousko
  - Vídeň – mezinárodní letiště Schwechat

- Rusko
  - Moskva – letiště Moskva - Domodědovo
  - Petrohrad – mezinárodní letiště Pulkovo

- Slovinsko
  - Lublaň – mezinárodní letiště Jože Pučnika

- Spojené království
  - Londýn – mezinárodní letiště Gatwick

- Srbsko
  - Bělehrad – mezinárodní letiště Nikoly Tesly
  - Niš – mezinárodní letiště Konstantina Velikého

- Španělsko
  - Barcelona – mezinárodní letiště Barcelona
  - Madrid – mezinárodní letiště Barajas
  - Málaga – mezinárodní letiště Pabla R. Picassa (sezónní)

- Švýcarsko
  - Zurich – mezinárodní letiště Kloten

Jižní Amerika
- Francouzská Guyana
  - Cayenne – mezinárodní letiště Rochambeau (sezónní)

### Charterové
- Česko
  - Praha – mezinárodní letiště Ruzyně
  - Ostrava – mezinárodní letiště Leoše Janáčka

- Francie
  - Ajaccio – mezinárodní letiště Napoleona Bonaparta

- Portugalsko
  - Faro – mezinárodní letiště Faro Algarve

- Řecko
  - Chania – mezinárodní letiště Ioannise Daskalogiannise
  - Kós – Hippokratésovo mezinárodní letiště

- Spojené království
  - Londýn – mezinárodní letiště Biggin Hill

- Tunisko
  - Monastir – mezinárodní letiště Habíba Burgiby

### Zaniklé destinace
- Kosovo
  - Priština – mezinárodní letiště Priština

- Severní Makedonie
  - Skopje – mezinárodní letiště Alexandra Velikého

## Vážně nehody
- 25. ledna 2005 v noci na Podgorickém letišti přistávalo letadlo Fokker 100 společnosti Montenegro Airlines (let YU-AOM). Po přistaní v zasněžených podmínkách se podvozek letounu zlomil na ranveji, 700 metrů před odbočením na pojezdovou dráhu. Dva cestující, kapitán a druhý pilot byli lehce zraněni. Aerolinie byly po incidentu žalovány cestujícími – jako jediná letecká společnost totiž provozovala lety do Podgorice i v nočních hodinách; ostatní společnosty noční lety odvolaly kvůli nemodernímu vybavení letiště. V roce 2006 bylo letiště zmodernizováno.

- 7. ledna 2008 v cca 21:30 byl Fokker 100 společnosti Montenegro Airlines trefen střelou během přistání v Podgorice. Letadlo neslo 20 cestujících, nikdo nebyl zraněn. Během vyšetřování se zjistilo, že letadlo bylo trefeno kulkou do ocasního křídla. Důvod incidentu není znám, předpokládá se, že střela byla náhodně vystřelena během oslav pravoslavných Vánoc.